# Машинне слово
Машинне слово — машинозалежна і платформозалежна величина, що вимірюється в бітах або байтах (тритах або трайтах), що дорівнює розрядності регістрів процесора і/або розрядності шини даних (зазвичай певний степінь двійки). Зазвичай машинне слово передається і обробляється схемами комп'ютера як єдине ціле, але є можливість обробляти й частини.
На ранніх комп'ютерах розмір слова збігався також з мінімальним розміром адресованої інформації (розрядністю даних, розташованих за однією адресою); на сучасних комп'ютерах мінімальним блоком інформації, що адресуються, зазвичай є байт, а слово складається з декількох байтів.
Машинне слово визначає наступні характеристики апаратної комп'ютерної платформи:
- Розрядність даних, що оброблюються процесором;
- Розрядність адресованих даних (розрядність шини даних);
- Максимальне значення беззнакового цілого типу, що безпосередньо підтримується процесором: якщо результат арифметичної операції перевершує це значення, то відбувається переповнення;
- Максимальний об'єм оперативної пам'яті, безпосередньо адресується процесором.

## Розмір машинного слова на різних архітектурах
На ранніх комп'ютерах зустрічалися різні довжини слова. У 1950-х — 1960-х роках в багатьох комп'ютерах, виготовлених в США, довжина слова була кратна шести бітам, оскільки там використовувалося шестибітне кодування, і, таким чином, в машинному слові вміщувалося ціле число символів. У переважній більшості сучасних комп'ютерів довжина слова є степенем двійки; при цьому використовуються 8-бітові символи.
На ранніх комп'ютерах слово було мінімально адресованим осередком пам'яті; зараз мінімально адресованим осередком пам'яті є байт, а слово складається з декількох байтів. Це призводить до неоднозначного тлумачення розміру слова. Наприклад, на процесорах 80386 і їхніх нащадках «словом» традиційно називають 16 біт (2 байти), хоча ці процесори можуть одночасно обробляти й більші блоки даних.
Слова довжиною {\displaystyle n} бітів приймають чисельні (беззнакові) значення від 0 до {\displaystyle 2^{n}-1} включно.
| Рік         | Архітектура                       | Розмір слова (w), бітів | Розмір цілого                   | Розмір чисел з рухомою комою | Розмір інструкції |
| ----------- | --------------------------------- | ----------------------- | ------------------------------- | ---------------------------- | ----------------- |
| 1952        | IBM 701                           | 36                      | ½w, w                           | —                            | ½w                |
| 1954        | IBM 704                           | 36                      | w                               | w                            | w                 |
| 1960        | PDP-1                             | 18                      | w                               | —                            | w                 |
| 1960        | CDC 1604                          | 48                      | w                               | w                            | ½w                |
| 1964        | CDC 6600                          | 60                      | w                               | w                            | ¼w, ½w, w         |
| 1965        | IBM 360                           | 32                      | ½w, w, 1d … 31d                 | w, 2w                        | ½w, w, 1½w        |
| 1965        | PDP-8                             | 12                      | w                               | —                            | w                 |
| 1968        | БЭСМ-6                            | 48                      | w                               | w, 2w                        | ½w                |
| 1970        | IBM 370                           | 32                      | ½w, w, 1d … 31d                 | w, 2w, 4w                    | ½w, w, 1½w        |
| 1970        | PDP-11                            | 16                      | ½w, w                           | 2w, 4w                       | w, 2w, 3w         |
| 1971        | Intel 4004                        | 4                       | w, d                            | —                            | 2w, 4w            |
| 1972        | Intel 8008                        | 8                       | w, 2d                           | —                            | w, 2w, 3w         |
| 1974        | Intel 8080                        | 8                       | w, 2w, 2d                       | —                            | w, 2w, 3w         |
| 1975        | Cray-1                            | 64                      | 24 b, w                         | w                            | ¼w, ½w            |
| 1975        | MOS Tech. 6501 MOS Tech. 6502     | 8                       | w, 2d                           | —                            | w, 2w, 3w         |
| 1976        | Zilog Z80                         | 8                       | w, 2w, 2d                       | —                            | w, 2w, 3w, 4w     |
| 1978 (1980) | Intel 8086 (w/Intel 8087)         | 16                      | ½w, w, 2d (w, 2w, 4w)           | — (2w, 4w, 5w, 17d)          | ½w, w, … 7w       |
| 1978        | VAX-11/780                        | 32                      | ¼w, ½w, w, 1d, … 31d, 1b, … 32b | w, 2w                        | ¼w, … 14¼w        |
| 1979        | Motorola 68000                    | 32                      | ¼w, ½w, w, 2d                   | —                            | ½w, w, … 7½w      |
| 1982 (1983) | Motorola 68020 (w/Motorola 68881) | 32                      | ¼w, ½w, w, 2d                   | — (w, 2w, 2½w)               | ½w, w, … 7½w      |
| 1985        | ARM1                              | 32                      | w                               | —                            | w                 |
| 1985        | MIPS32                            | 32                      | ¼w, ½w, w                       | w, 2w                        | w                 |
| 1989        | Intel 80486                       | 16 (32)*                | ½w, w, 2w, 2d w, 2w, 4w         | 2w, 4w, 5w, 17d              | ½w, w, … 7w       |
| 1989        | Motorola 68040                    | 32                      | ¼w, ½w, w, 2d                   | w, 2w, 2½w                   | ½w, w, … 7½w      |
| 1991        | MIPS64                            | 64                      | ¼w, ½w, w                       | w, 2w                        | w                 |
| 1991        | PowerPC                           | 32                      | ¼w, ½w, w                       | w, 2w                        | w                 |
| 1992        | SPARC v8                          | 32                      | ¼w, ½w, w                       | w, 2w                        | w                 |
| 1994        | SPARC v9                          | 64                      | ¼w, ½w, w                       | w, 2w                        | w                 |
| 2000        | Itanium (IA-64)                   | 64                      | 8 b, ¼w, ½w, w                  | ½w, w                        | 41 b              |
| 2002        | XScale                            | 32                      | w                               | w, 2w                        | ½w, w             |
| 2004        | Athlon 64                         | 64                      | ?                               | ?                            | ?                 |

Позначення: b — біт (двійкова цифра), d — децит (десяткова цифра), w — розмір машинного слова, n — змінне значення.
 *  Для 32-бітових процесорів x86: історично машинним словом вважається 16 біт, реально — 32 біти.

## Зноски
1. ↑  ЕК1973, с. 27.